# Franciszek Flaum
Franciszek Flaum (ur. 25 listopada 1866 w Poznaniu, zm. 27 listopada 1917 tamże) – polski rzeźbiarz.

## Życiorys

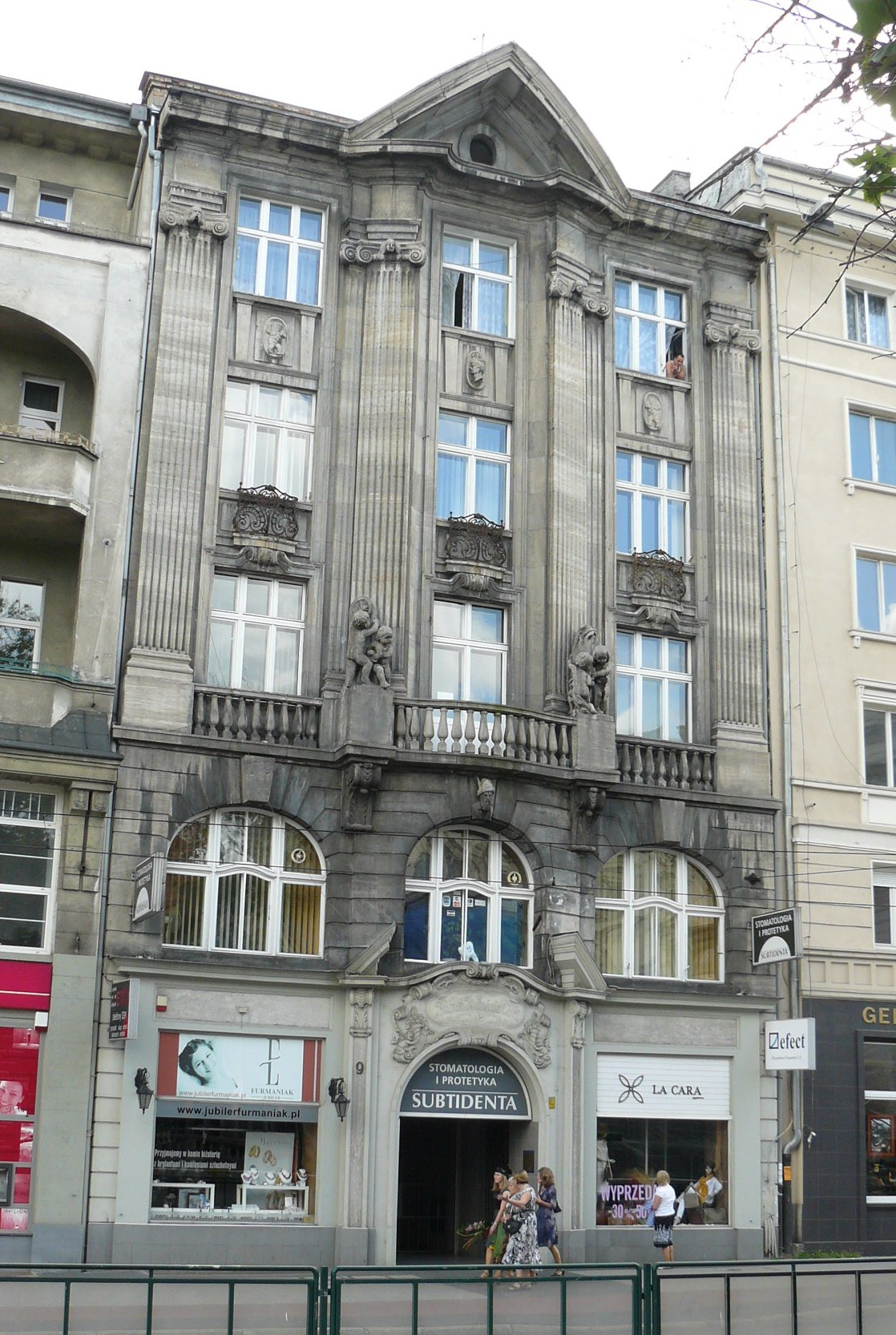
Bank Włościański w Poznaniu – rzeźbiarska dekoracja fasady autorstwa Franciszka Flauma

Wywodził się z rodziny bawarskiej osiadłej w Wielkopolsce w XVIII wieku. Studia artystyczne rozpoczął pod kierunkiem Mariana Jaroczyńskiego w Poznaniu, a następnie studiował w akademiach w Berlinie i Monachium oraz Académie Julian w Paryżu, do której uczęszczał w 1893. Po studiach przez wiele lat miał pracownię rzeźbiarską w Holandii, a potem przez dłuższy czas w Berlinie, gdzie jego pracownia była notowana już w 1901. W 1906 był współzałożycielem polskiego kabaretu artystycznego w Café des Westens Charlottenburgu koło Berlina. W 1913 roku opuścił Niemcy i powrócił do Poznania, gdzie został wybrany prezesem miejscowego Koła Artystów Polskich, wstąpił też do Towarzystwa Artystów Polskich „Sztuka”. Szereg rzeźb F. Flauma przekazali w darze spadkobiercy artysty do Muzeum im. Mielżyńskich, później trafiły one do Muzeum Narodowemu w Poznaniu.

## Twórczość
Franciszek Flaum tworzył głównie w brązie i marmurze. W najwcześniejszym etapie kariery rzeźbił w stylu akademickiego realizmu, jednak jego późniejsza sztuka reprezentuje modernizm. Na ten etap rozwoju artysty wpłynęło oddziaływanie sztuki Augusta Rodina, dzięki czemu dzieła Flauma zyskały bardziej impresjonistyczną i symboliczną formę, a także światopogląd Stanisława Przybyszewskiego, z którym się zaprzyjaźnił i pod którego wpływem po 1900 zaczął eksponować wątki erotyczno-symboliczne, czego przejawem są takie dzieła jak Płeć, Na skale, Pocałunek, Pokusa. Prace Flauma z tego okresu są przykładem łączenia tematyki erotyczno-seksualnej z formą secesji. Do innych znanych rzeźb Flauma zaliczyć można Wizję I (1905), gdzie w ekspresyjny i metaforyczny sposób oddano zmagania rzeźbiarza ze skałą, w której artysta chce wyrzeźbić to, co sobie zaplanował oraz Chmura (Obłok) (ok. 1910) wykazująca cechy abstrakcjonizmu. Był także autorem licznych popiersi, m.in. Ferenca Liszta i Henryka Sienkiewicza.
Brał udział m.in. w I Wystawie Sztuki Polskiej w Krakowie w 1887, gdzie wystawił popiersie portretowe i w Große Berliner Kunstausstellung w roku 1902. Po 1913 zdobył I nagrodę w konkursie Towarzystwa Przyjaciół Sztuk Pięknych za rzeźbę Dąbrówka.